# Clemente Lococo
Clemente Lococo fue un empresario cinematográfico y teatral que nació en Catanzaro, Calabria, Italia en 1893 y falleció en 1980 en Buenos Aires, Argentina, donde había residido la mayor parte de su vida. Uno de sus emprendimientos fue el Teatro Ópera, que mandó construir e inauguró en 1936. 

## Actividad empresaria
Junto con un hermano viajó a América y, finalmente, conoció Argentina poco antes de que terminara el siglo XIX y fijó allí su residencia definitiva, casándose al poco tiempo con una valenciana.
Vivía en el barrio de Flores y su primer trabajo en Buenos Aires fue encuadernar libros en una imprenta por un muy modesto salario.
Muy jovencito había comprado una cámara filmadora y proyectora de mano con la que se entretenía y divertía a sus hijos. A los 23 años –cuando ya tenía 4 hijos: Francisco, Clemente, José y Magdalena- tuvo la oportunidad de explotar comercialmente un pequeño cine poco acreditado -el Buckingham I, de solo 400 butacas, ya desaparecido- ubicado en la calle Corrientes entre Callao y Rodríguez Peña y lo convirtió en cine para familias.
Luego tomó otra sala desprestigiada, en Tucumán casi Suipacha, a la que puso el nombre de Buckingham II, que posteriormente entregó como parte de la adquisición de un cine tradicional: el Suipacha, sobre la calle de ese nombre, entre Corrientes y Lavalle, que se hallaba al lado del muy elegante cine Princesa, perteneciente a la familia Cordero, que años después construiría el Gran Rex. Más adelante incorporó el Cataluña (luego Cosmos 70, en Corrientes al 2000), que con 2.000 butacas era la sala de mayor capacidad de ese momento y, más tarde, el cine teatro Astral. En este último actuó Josephine Baker, por entonces de 22 años. 
El topless que hacía Baker en su presentación originó que un grupo de jóvenes católicos tiraran bombitas de mal olor, y eso atrajo más público a la sala. Como la artista solo sabía bailar un poquito, Clemente Lococo le sugirió cantar un tango para mejorar la actuación y fue así que aprendió a entonar “Haragán” en un decir afrancesado.
Los Lococo contaban con importantes salas de barrio: el Roca, el Pueyrredón, el San Martín y el Fénix de Flores, el Argos, el Regio y, en Mar del Plata, el Pueyrredón, que hasta que otro empresario, don Augusto Álvarez, inauguró el Broadway, era la sala de más capacidad de esa ciudad. La arquitectura de ese cine, de 1932,pertenecía al arquitecto belga Alberto Bourdón, que tenía su estudio en los altos de la Bolsa de Comercio, y que en 1936 diseñaría el Teatro Ópera.
Como faltaban películas para los barrios, Lococo volvió a tomar el cine Suipacha –que estaba en el centro- para estrenar y fue entonces cuando le ofrecieron el terreno de Corrientes 860 donde funcionaba el antiguo teatro Ópera, que iba a ser demolido por el ensanche de la calle. El escribano Oscar Carbone, amigo de Clemente, puso el 25 por ciento del costo de la vieja sala, Bardem, de la firma Franco Inglesa, otro tanto y Lococo la mitad restante.
La fachada del nuevo teatro de 2.500 localidades, era estilo art déco sobria y característica (inspirada en el Cine Le Gran Rex de París), el escenario era apto para diversos espectáculos y la pantalla de cine tenía grandes dimensiones.
Clemente Lococo falleció en 1980 en Buenos Aires.